# Allotoca
Allotoca is een geslacht van straalvinnige vissen uit de familie van levendbarende tandkarpers (Goodeidae).

## Soorten
- Allotoca catarinae (de Buen, 1942)
- Allotoca diazi (Meek, 1902)
- Allotoca dugesii (Bean, 1887)
- Allotoca goslinei Smith & Miller, 1987
- Allotoca maculata Smith & Miller, 1980
- Allotoca meeki (Álvarez, 1959)
- Allotoca regalis (Álvarez, 1959)
- Allotoca zacapuensis Meyer, Radda & Domínguez-Domínguez, 2001